# 226e régiment d'infanterie
Le 226e régiment d'infanterie (226e RI) est un régiment d'infanterie de l'Armée de terre française constitué en 1914 avec les bataillons de réserve du 26e régiment d'infanterie. Il combat pendant la Première Guerre mondiale. Dissous en 1919, il est recréé en 1939 et combat pendant la Seconde Guerre mondiale.

## Création et différentes dénominations
- 2 août 1914 : création du 226e régiment d'infanterie. À la mobilisation, chaque régiment d'active créé un régiment de réserve dont le numéro est le sien plus 200.
- 10 février 1919 : dissolution
- 16 août 1939 : recréation à la mobilisation
- juillet 1940 : dissolution

## Historique des garnisons, combats et batailles du226eRI

### Première Guerre mondiale

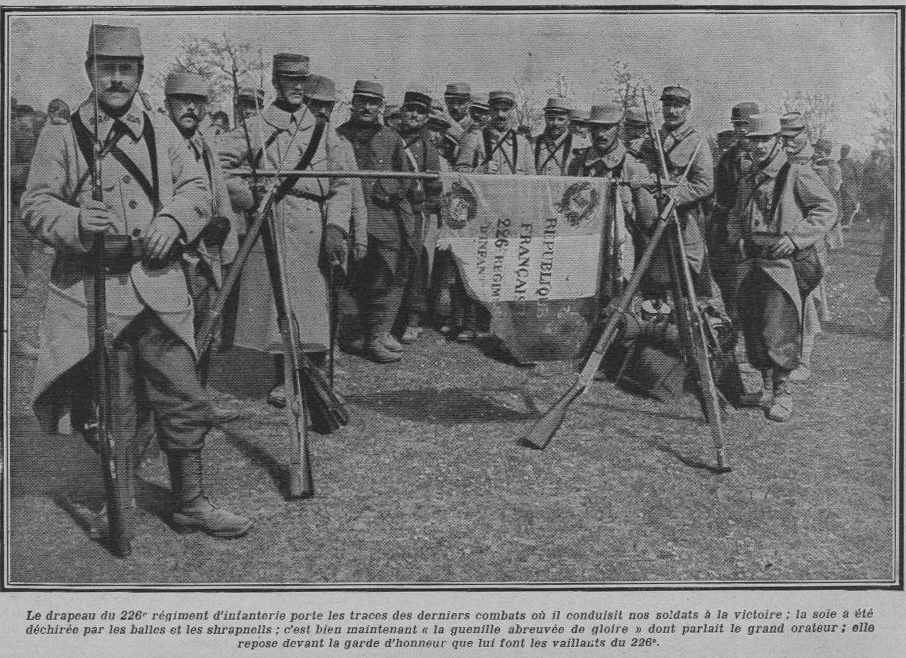
Présentation du drapeau en 1915 dont la soie a été légèrement endommagée durant les batailles de 1914.

Il est affecté à la 70e division d'infanterie d'août 1914 à novembre 1918.

#### 1914
Il est mobilisé à Pierre-la-Treiche dans la 20e région. Il formé de deux bataillons, les recrues étant majoritairement des Lorrains et des Parisiens. Il est rattaché à la 139e brigade d'infanterie de la 70e DI.
En août, bataille de Lorraine, puis en octobre offensive d'Artois.

#### 1915
En mai offensive d'Artois, puis offensive de septembre en Artois.

#### 1916
Bataille de Verdun de mars à mai.

#### 1917
Dans l'Oise de janvier à mars, Aisne d'avril à juillet puis rejoint la Haute Alsace en septembre.

#### 1918
En mars-avril, bataille de l'Empereur puis en août seconde bataille de Picardie : Forêt de Laigue, Belloy-en-Santerre libéré en août, Belval (Plessis-de-Roye).
En septembre-octobre, il est engagé dans la bataille de Belgique.

#### 1919
Le régiment est dissous en février.

### Seconde Guerre mondiale

#### Création et dispositifs
Le régiment est recréé le 16 août 1939 dans le secteur d'Obernai (centre mobilisateur d'infanterie no 201). Formé de trois bataillons, il est de type Nord-Est, série B.
Le 226e RI fait initialement partie au secteur fortifié du Bas-Rhin. Il est affecté à la défense de la place de Strasbourg, aux ordres du général Rickenbach, puis le 16 octobre 1939 au secteur de Strasbourg. Le 23 février 1940, le 226e RI prend la responsabilité du sous-secteur nord dans les quartiers strasbourgeois de Fuchs am Buckel et Bussières.
Le 5 mars 1940, le secteur fortifié du Bas-Rhin est dissous. Ses unités, dont le 226e RI qui conserve ses positions, forment la 103e division d'infanterie de forteresse.

#### Bataille de France
Le 10 juin, un bataillon du 226e RI part en réserve dans le secteur d'Erstein après le départ de la 62e DI.
Le 13 juin 1940, la 5e armée reçoit l'ordre de retraiter. Le 226e RI forme un groupement avec le 172e RIF, chargé de couvrir la retraite. Le 14, le 226e est à Wolfischeim et Achenheim puis fait mouvement au soir vers Molsheim.
Le 16, après l'offensive allemande sur le Rhin, le 226e RI, avec deux bataillons, se place face au Nord. Le II/226e RI est placé en réserve, puis se porte à Benfeld. Dans la nuit du 18 juin, le 226e RI reçoit à 1 h 30 l'ordre de se replier sur la Mossig, entre Marlenheim et Molsheim. Le 20, le II/226 se replie vers le col de la Charbonnière. Le lendemain, le 226e RI est entre Niederhaslach et Hersbach, sauf le IIe bataillon à Saint-Blaise. Ce dernier défend face aux Allemands au hameau de Pontay et à Saulxures.
Le 22 au soir, le 226e est encerclé à Urmatt. Les restes du régiment se rassemblent à Schirmeck avec le reste de la 103e DIF, où ils sont désarmés avant le départ en captivité.

## Chefs de corps
- 2 août - 8 septembre 1914 : lieutenant-colonel Hoff (blessé le 25 août)[7]
- 8 septembre - 10 octobre 1914 : lieutenant-colonel Fernier (tué à l'ennemi)[7]
- 22 novembre - 17 décembre 1914 : lieutenant-colonel Würster[7]
- 12 janvier - 9 juillet 1915 : lieutenant-colonel Bonnet[7]
- 11 juillet 1915 - 29 avril 1916 : lieutenant-colonel Durand[7]
- 2 mai 1916 - 5 février 1918 : lieutenant-colonel Leandri[7]
- 8 février 1918 - 10 février 1919 : colonel Moillard[7]
- 1939 - 1940 : lieutenant-colonel Marteau[4]

## Drapeau
Il porte, cousues en lettres d'or dans ses plis, les inscriptions suivantes :

Présentation des inscriptions du drapeau du d'infanterie.

- Lorraine 1914
- Artois 1915
- Picardie 1918
- Belgique 1918

## Décorations décernées au régiment

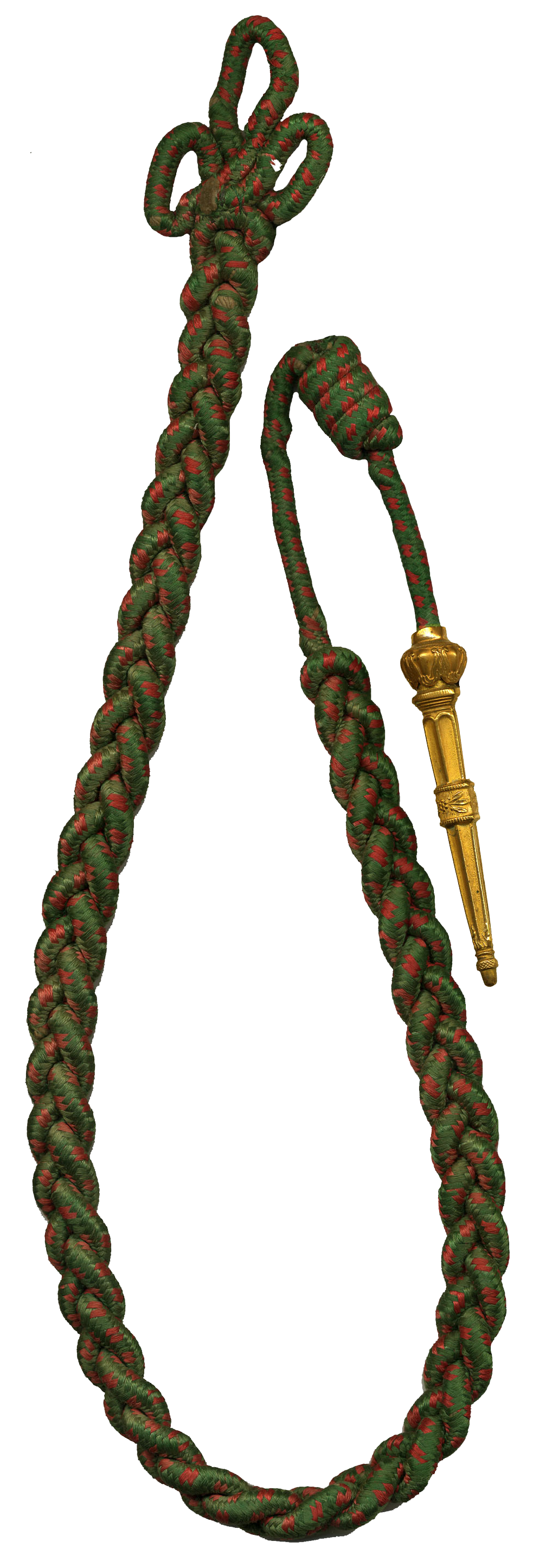
Fourragère aux couleurs de la croix de guerre 1914-1918.

La cravate du drapeau est décorée de la croix de guerre 1914-1918 avec trois citations à l'ordre de l'armée.
Il a le droit au port de la fourragère aux couleurs de la croix de guerre 1914-1918, décernée le 11 septembre 1918 et remise le 22 novembre par le général Pétain.

## Insigne
Écu blanc bande rouge avec devise sigle sur bandeau bleu cathédrale branche de houx verte et rouge.

## Personnages célèbres ayant servi au226eRI
- Joe Anduran (1882-1914), international de rugby (N°51)
- Camille Tharaud (1878-1956), céramiste français

## Sources et bibliographie
- Louis Ludes, « Le drapeau du 226e régiment d'infanterie », L'Essor, no 164.
- À partir du Recueil d'Historiques de l'Infanterie Française (Général Andolenko - Eurimprim 1969).
- Historique du 226e régiment d'infanterie pendant la Grande Guerre 1914-1918, Imprimerie Berger-Levrault (lire en ligne).
- Les grandes unités françaises : historiques succincts, vol. 3, Imprimerie nationale, 1967 (lire en ligne), p. 769-787.